# لئوکیپوس (دهانه)
لئوکیپوس یک دهانه برخوردی در ماه‌ است.

## دهانه‌های اقماری
این دهانه ۴ دهانه اقماری دارد.
| Leucippus | عرض جغرافیایی | طول جغرافیایی | قطر          |
| --------- | ------------- | ------------- | ------------ |
| Q         | ۲۵.۹° N       | ۱۱۸.۸° W      | ۸۴.۰ کیلومتر |
| X         | ۳۳.۴° N       | ۱۱۸.۸° W      | ۳۶.۰ کیلومتر |
| K         | ۲۷.۲° N       | ۱۱۵.۰° W      | ۱۴.۰ کیلومتر |
| F         | ۲۹.۱° N       | ۱۱۳.۰° W      | ۱۹.۰ کیلومتر |